# AK-630M2 Duet
AK-630M2 Duet est un système de défense rapproché de navire de combat russe, développé par le bureau d'études KBP à Toula.

## Description
La tourelle comprend 2 canons Gryazev-Shipunov GSh-6-30, rotatifs de 30 mm cadencés à 5 000 coups par minute chacun, totalisant 10 000 coups par minute pour le système.
Le système est destiné à la lutte contre les missiles, les aéronefs évoluant à basse altitude, et les bateaux ou cibles côtières se trouvant à portée de tir.
Le repérage des cibles, le suivi et la gestion de tir se font de manière autonome. Le Duet crée un nuage d'obus pour contrer les missiles antinavires.
Le corps de la tourelle utilise la technologie de furtivité, et peut aisément se monter sur un navire à signature radar réduite.

## Caractéristiques
- Origine :  Russie
- Type : double Gatling
- Masse système : 3 800 kg
- Projectile : 400 g à 550 g selon le type
- Calibre : 30 mm
- Tubes : 2×6
- Ascension verticale : +88°
- Action : gaz, refroidissement hydraulique
- Cadence de tir : 10 000 coups par minute
- Vitesse de projectile : 835 à 1070 m/s selon le type de munitions
- Portée pratique : 4 000 m
- Équipage : 1 personne

## Systèmes équivalents
- AK-630
- Kortik
- Goalkeeper CIWS
- Phalanx CIWS
- Oerlikon Millennium